# Ljusögd bulbyl
Ljusögd bulbyl (Pycnonotus davisoni) är en fågelart i familjen bulbyler inom ordningen tättingar.

## Utseende och läte
Ljusögd bulbyl känns igen på det ljusa ögat som gett den sitt namn, men även gula strimmor i ansiktet. Den gråbruna kroppen kontrasterar med olivgröna vingar och bjärt gul undergump. Där arten överlappar med gulstreckad bulbyl urskiljs denna art på de ljusa ögonen och en mörkare kropp. Sången är melodisk och guttural.

## Utbredning och systematik
Fågeln förekommer enbart i Irrawaddydeltat i södra Myanmar. Den kategoriserades tidigare som underart till gulstreckad bulbyl (Pycnonotus finlaysoni), men urskiljs sedan 2016 som egen art av Birdlife International och Internationella naturvårdsunionen, sedan 2023 även av International Ornithological Congress.

## Levnadssätt
Ljusögd bulbyl hittas i låglänta städsegröna skogar och sumpskogar.

## Status
Arten har ett stort utbredningsområde och beståndet anses vara stabilt. Internationella naturvårdsunionen IUCN listar den därför som livskraftig (LC).